# Sitio Ramsar

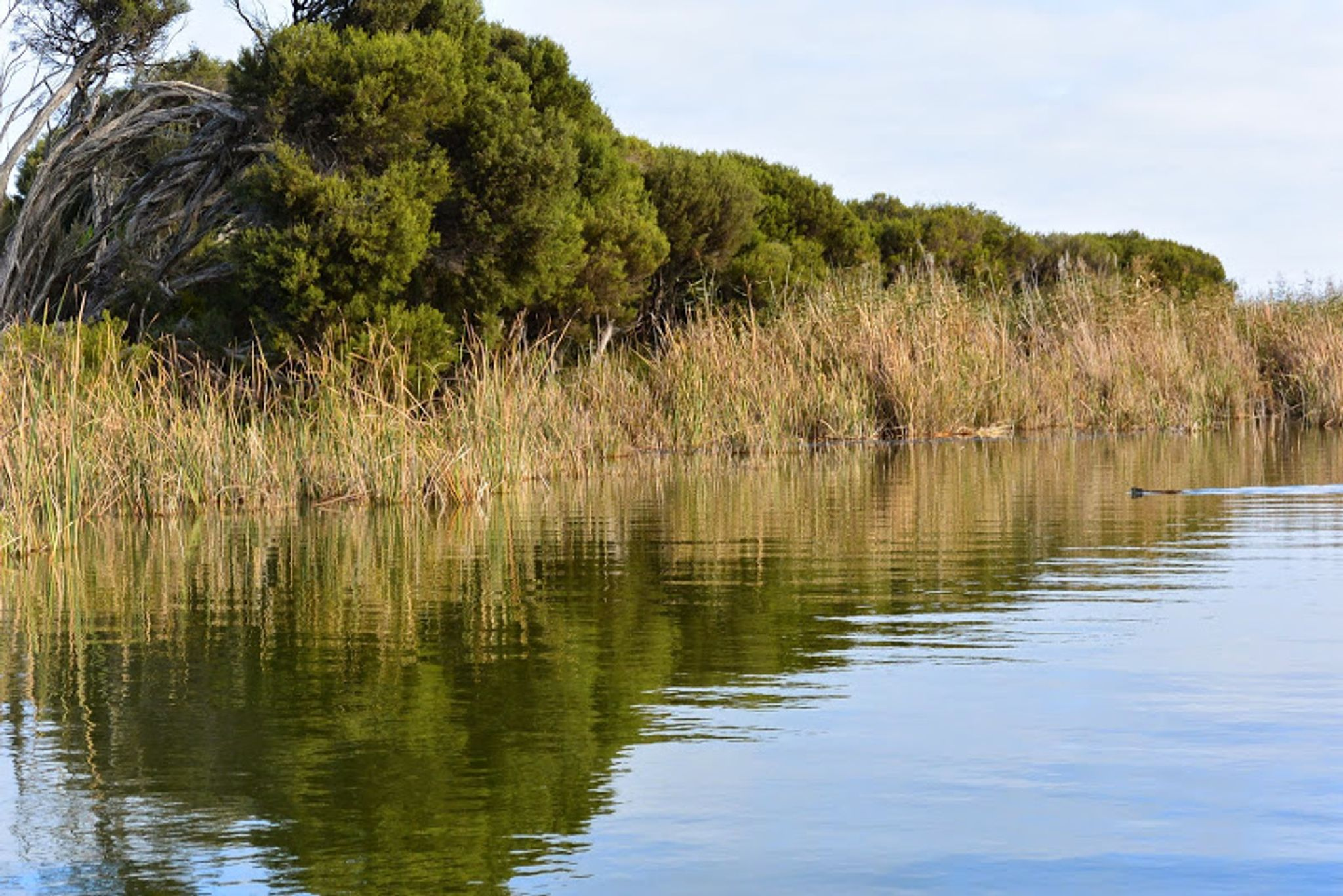
Clayton Bay Wetlands

Un sitio Ramsar es un humedal declarado de importancia internacional. Esta categoría, se otorga a través del Convenio de Ramsar, un tratado intergubernamental sobre la conservación de los humedales.
La Convención de Ramsar, o «Convención sobre Humedales», fue establecida en 1971 por la UNESCO y entró en vigor en 1975. Proporciona la base para la acción nacional y cooperación internacional con respecto a la conservación de humedales y el uso racional y sostenible de sus recursos.
La Convención de Ramsar identifica humedales de importancia internacional, especialmente aquellos que proporcionan hábitat para aves acuáticas. Estos sitios cumplen funciones clave para la biodiversidad, el equilibrio ecológico y el bienestar humano.   
Las tres ultimas décadas aumentó significativamente la cantidad de humedales y la superficie protegidas. Al año 2025, hay 2.538 humedales declarados de importancia internacional o Sitios Ramsar, que representan una superficie de 257.989.648 ha, y pertenecen a uno de los 172 estados miembros (o países) que adhieren o ratifican el Convenio Ramsar. En 2021 habían 2421 sitios Ramsar, protegiendo 254 589 858 hectáreas.

## Listado de sitios Ramsar
Los sitios Ramsar están registrados en la Lista de humedales Ramsar de importancia internacional.
La organización sin fines de lucro Wetlands International proporciona acceso a la base de datos Ramsar, a través del «Servicio de Información de Sitios Ramsar» (RSIS). La información de esta base de datos se actualiza permanentemente. La información está disponible a través de una base de datos abierta sobre los sitios Ramsar que incluye un motor de búsqueda y contiene información sobre: los tipos de humedales, la ecología, los usos del suelo y los valores hidrológicos de cada sitio, así como información sobre las amenazas a las que se enfrentan; copias que se pueden descargar de las Fichas Informativas de los Humedales de Ramsar (FIR) de los distintos sitios proporcionadas por las Partes Contratantes, incluyendo mapas e información adicional, resúmenes sobre los sitios y conjuntos de datos exportables; y límites digitales (SIG) de los sitios en los casos en los que se dispone de ellos.

## Criterios para acceder a la categoría de sitio Ramsar
Un humedal es considerado de importancia internacional, si cumple al menos uno de los nueve criterios establecidos. De cumplirlo, podría llegar a ser oficialmente declarado: «Sitio Ramsar» o Humedal de importancia internacional

### Grupo A: Sitios que comprenden tipos de humedales representativos, raros o únicos
- Criterio 1: «contiene un ejemplo representativo, raro o único de un tipo de humedal natural o casi natural que se encuentra dentro de la región biogeográfica apropiada».

### Grupo B: Sitios de importancia internacional para conservar la diversidad biológica

#### Criterios basados en especies y comunidades ecológicas
- Criterio 2: «apoya especies vulnerables, en peligro de extinción o en peligro crítico o comunidades ecológicas amenazadas».
- Criterio 3: «apoya poblaciones de especies vegetales y/o animales importantes para mantener la diversidad biológica de una región biogeográfica particular».
- Criterio 4: «apoya a las especies vegetales y/o animales en una etapa crítica de sus ciclos de vida, o proporciona refugio en condiciones adversas».

#### Criterios específicos basados en aves acuáticas
- Criterio 5: «regularmente admite 20.000 o más aves acuáticas».
- Criterio 6: «regularmente apoya al 1% de los individuos en una población de una especie o subespecie de aves acuáticas».

#### Criterios específicos basados en peces
- Criterio 7: «apoya una proporción significativa de subespecies de peces, especies o familias indígenas, etapas de la historia de vida, interacciones de especies y/o poblaciones que son representativas de los beneficios y/o valores de los humedales y, por lo tanto, contribuye a la diversidad biológica global».
- Criterio 8: «es una fuente importante de alimentos para peces, zonas de desove, criaderos y/o rutas de migración de las que dependen las poblaciones de peces, ya sea dentro del humedal o en otros lugares».

#### Criterios específicos basados en otros taxones
- Criterio 9: «regularmente apoya al 1% de los individuos en una población de una especie o subespecie de especies animales no aviarias dependientes de humedales».

## Clasificación de los humedales, según la Convención Ramsar
El Sistema Ramsar de clasificación de tipos de humedales es una clasificación de humedal desarrollada dentro de la Convención de Ramsar destinada a identificar rápidamente los principales tipos de humedales a los efectos de la Convención. El sistema de clasificación incluye 42 tipos, agrupados en tres categorías: humedales marinos y costeros, humedales continentales y humedales artificiales.

### Humedales marinos / costeros
- Agua salina: 
  - Permanente: 
    - (A) Aguas marinas someras permanentes: menos de 6 m de profundidad durante la marea baja; incluyendo bahías y estrechos
    - (B) Lechos acuáticos submareales marinos: vegetación subacuática; incluyendo bosques de algas y praderas marinas, y prados marinos tropicales
    - (C) Arrecifes de coral

  - Orillas: 
    - (D) Orillas marinas rocosas
    - (E) Orillas de arena u orillas de guijarros y piedras
- Agua salina o salobre: 
  - Intermareal : 
    - (G) barro intermareal, arena o salinas
    - (H) pantanos intermareales
    - (I) Humedales boscosos intermareales

  - Lagunas: 
    - (J) Lagunas costeras salobres / salinas

  - Aguas estuarinas: 
    - (F) aguas estuarinas
- Agua salina, salobre o fresca: 
  - Subterráneo: 
    - (Zk (a)) Karsts y otros sistemas hidrológicos subterráneos
- Agua dulce: 
  - Lagunas: 
    - (K) lagunas costeras de agua dulce

### Humedales del interior
- Agua dulce: 
  - Agua que fluye: 
    - Permanente: 
      - Deltas interiores permanentes del río (L)
      - Ríos / arroyos / arroyos permanentes (M) 
        - Manantiales de agua dulce, oasis (Y)

    - Ríos / arroyos / arroyos estacionales / intermitentes (N)

  - Lagos / piscinas : 
    - Permanente> 8 ha (O)
    - Permanente <8 ha (Tp)
    - Estacional / Intermitente> 8 ha (P)
    - Intermitente estacional <8 ha (Ts)

  - Pantanos en suelos inorgánicos: 
    - Permanente (dominado por hierbas) (Tp)
    - Permanente / Estacional / Intermitente (dominado por arbustos) (W)
    - Permanente / Estacional / Intermitente (dominado por árboles) (Xf)
    - Estacional / intermitente (dominado por hierbas) (Ts)

  - Pantanos en suelos de turba : 
    - Permanente (no forestal) (U)
    - Permanente (boscoso) (Xp)

  - Pantanos en suelos inorgánicos o de turba: 
    - Pantanos en suelos inorgánicos o de turba / Alta altitud (alpino) (Va)
    - Pantanos en suelos inorgánicos o de turba / Tundra (Vt)
- Aguas salinas, salobres o alcalinas : 
  - Lagos
    - Permanente (Q)
    - Estacional / intermitente (R)

  - Pantanos / piscinas 
    - Permanente (Sp)
    - Estacional / intermitente (Ss)
- Aguas frescas, salinas, salobres o alcalinas: 
  - Geotérmica (Zg)
  - Subterráneo (Zk (b))

### Humedales artificiales
- (1): estanques de acuicultura
- (2): Estanques (estanques de granja y ganado, tanques de ganado pequeños o área de menos de 8 ha)
- (3): tierra regada
- (4): tierras agrícolas inundadas estacionalmente
- (5): sitios de explotación de sal
- (6): áreas de almacenamiento de agua / embalses
- (7): excavaciones
- (8): áreas de tratamiento de aguas residuales
- (9): canales y canales de drenaje o zanjas
- (Zk (c)): karsts hechos por el hombre y otros sistemas hidrológicos subterráneos